# Limosina pumilio
Limosina pumilio är en tvåvingeart som först beskrevs av Johann Wilhelm Meigen 1830.  Limosina pumilio ingår i släktet Limosina och familjen hoppflugor. Inga underarter finns listade i Catalogue of Life.